# Francia ai Giochi della III Olimpiade
La Francia partecipò ai Giochi della III Olimpiade, svoltisi dal 1º luglio al 23 novembre 1904 a Saint Louis, con un solo atleta.

## Medaglie
La Francia non inviò una squadra alle Olimpiadi del 1904, tuttavia, Albert Corey, immigrato negli Stati Uniti, che vinse due medaglie d'argento nell'atletica, era di nazionalità francese. Il CIO attribuisce la sua medaglia nella maratona alla Francia e la medaglia nella corsa a squadre di quattro miglia a una squadra mista composta da atleti di più nazioni.
Albert Coray, nella gara dove difese i colori della Francia conquistò la medaglia d'argento ma in squadra con atleti americani e la sua medaglia nel medagliere è assegnata alla Squadra mista e non alla Francia.
In effetti Coray partecipò ad un'altra gara, la maratona, vincendo un'altra medaglia d'argento, ma per gli organizzatori e per la storia in quella fu una medaglia assegnata agli Stati Uniti, nazione per la quale Coray era naturalizzato.

## Risultati

### Atletica leggera
| Atleta       | Evento          | Finale    | Finale     |
| Atleta       | Evento          | Punteggio | Classifica |
| ------------ | --------------- | --------- | ---------- |
| Albert Coray | Cross a squadre | 28 pt     | Argento    |